# Omega Seamaster

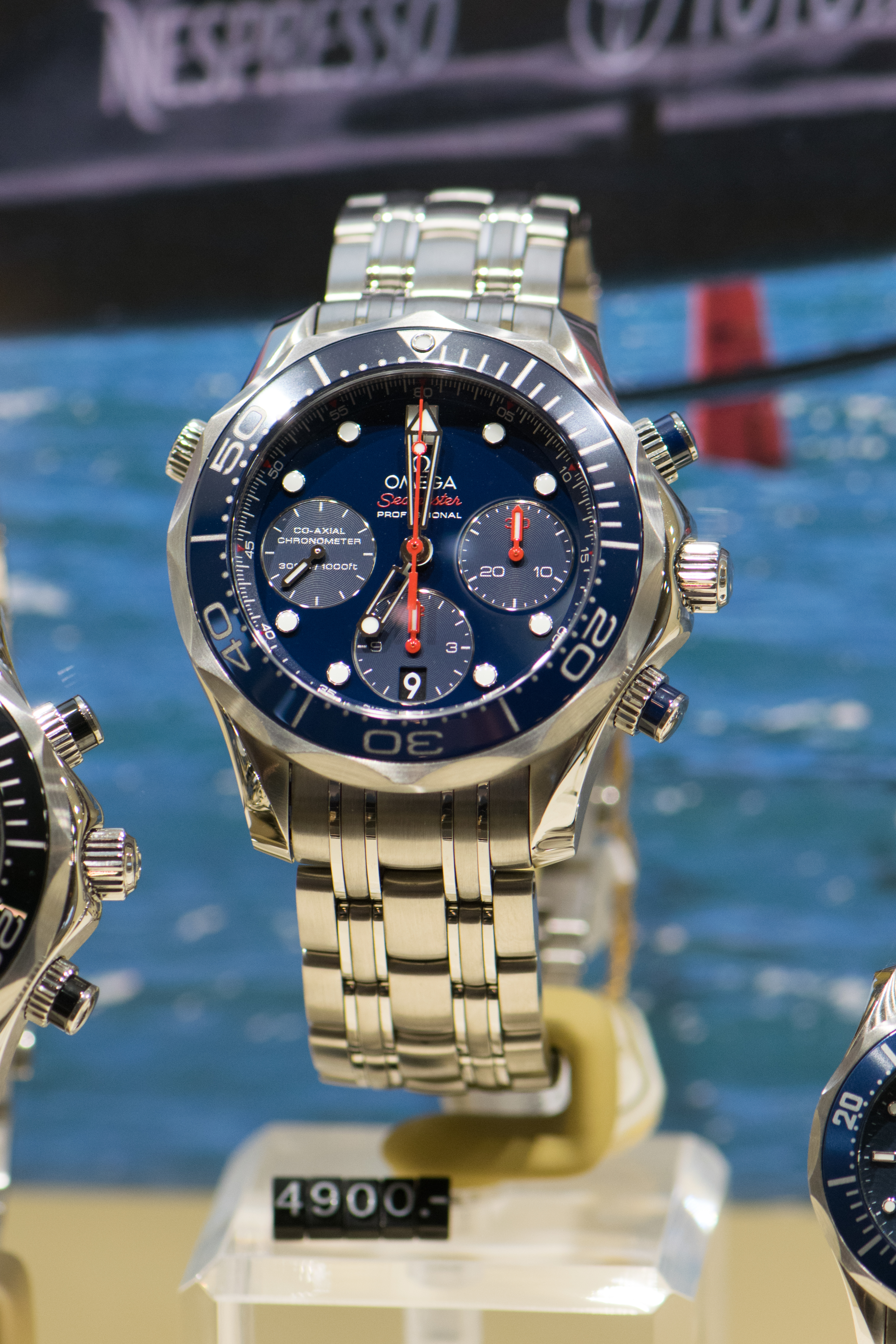
Omega Seamaster 300M Chronograph

Die Omega Seamaster ist eine automatische oder quarz-getriebene Armbanduhr der Omega SA. Sie wird seit 1947 produziert und fortlaufend weiterentwickelt. Zu Beginn handelte es sich noch um eine reguläre Linie von Armbanduhren u. a. mit gesteigerter Wasserdichtheit, seit 1957 gibt es aber ebenfalls eine reine, auf den Tauchsport spezialisierte Modellreihe (oftmals mit dem Zusatz "Professional"). Die Omega Seamaster ist heute vor allem als Taucheruhr mit dreiteiligem Uhrengehäuse und verschraubter Krone bekannt, die Seamaster Aqua Terra Reihe bietet aber weiterhin auch sportlich-elegante Modelle ohne Drehring. Das Gehäuse und Uhrenarmband besteht meistens aus Edelstahl, es kommt aber auch Titan, Gold und Platin zum Einsatz. Charakteristischerweise ist auf dem Boden das Hippokamp Logo graviert, es werden aber zunehmend Modelle mit Sichtglasboden angeboten, vor allem, seit in den Jahren 2013/2014 erstmals ein Manufakturwerk mit amagnetischen Komponenten und Legierungen zum Einsatz kam und den sonst üblichen Weicheisenkäfig überflüssig machte (Aquaterra 15'000 Gauss und Seamaster 300 Master Co-Axial). Die Wasserdichtigkeit ist beim Spitzenmodell Omega Seamaster Ploprof bis zu einer Tiefe von 1200 m gegeben. Außerdem hat die Uhr Leuchtzeiger, eine einseitig drehbare Lünette mit Arretierung und ein entspiegeltes Saphirglas sowie ein automatisches Heliumventil.
Die aktuellen Seamaster Modelle mit Stahlarmband sind ab einem Listenpreis von 6.500 € erhältlich (Stand November 2023).

## Seamaster Modelle
Das Unternehmen Omega SA produziert verschiedene Modelle der Seamaster-Reihe, mit verschiedenen Variationen des Zifferblattes, Armbands, Kaliber sowie Gehäusegrößen und Druckfestigkeit. Bspw:
- Seamaster Automatic Chronometer 200M alias "Pre-Bond"
- Seamaster Polaris Titane Automatic Chronometer 120M (Chronograph)
- Seamaster Professional 200M "Quartz"
- Seamaster 300M Quarz
- Seamaster 300M Chrono Diver
- Seamaster 300M Chronometer
- Seamaster 300M GMT
- Seamaster 300M Professional
- Seamaster Ploprof 600 M
- Seamaster Ploprof 1200 M
- Seamaster Aqua Terra Chronometer
- Seamaster Aqua Terra Quartz
- Seamaster Aqua Terra Annual Calendar
- Seamaster Aqua Terra XXL Small Seconds
- Seamaster Aqua Terra Jewellery
- Railmaster Chronometer
- Railmaster XXL Chronometer
- Seamaster Racing Chronometer
- Seamaster NZL-32 Chrono
- Seamaster America’s Cup Chronograph
- Seamaster APNEA
- Seamaster Omegamatic
- Seamaster 120M
- Seamaster 150th Anniversary Limited Edition
- Seamaster James Bond 40th Anniversary Limited Edition
- Seamaster James Bond 50th Anniversary Limited Edition
- Seamaster Planet Ocean
- Seamaster Planet Ocean Big Size
- Seamaster Planet Ocean Chrono
- Seamaster 300 Master Co-Axial
- Seamaster Diver 300m
- Seamaster Diver 300m James Bond Limited Edition
- Seamaster 007 Edition
- Seamaster Diver 300m Black Ceramic

## James Bond
Omega ist seit 1995 offizieller Sponsor der James-Bond-Filme. Untenstehend, die in den Filmen verwendeten Modelle:
- GoldenEye – 1995
  - Seamaster Professional Diver 300M Quarz (Referenz 2541.80.00)
- Der Morgen Stirbt Nie – 1997
  - Seamaster Professional Diver 300M (Referenz 2531.80.00)
- Die Welt Ist Nicht Genug – 1999
  - Seamaster Professional Diver 300M (Referenz 2531.80.00)
- Stirb An Einem Anderen Tag – 2002
  - Seamaster Professional Diver 300M (Referenz 2531.80.00)
- Casino Royale – 2006
  - Seamaster Professional Diver 300M (Referenz 2220.80.00)
  - Seamaster Professional Planet Ocean (Referenz 2900.50.91)
- Ein Quantum Trost – 2008
  - Seamaster Professional Planet Ocean (Referenz 2201.50.00)
- Skyfall – 2012
  - Seamaster Professional Planet Ocean (Referenz 232.30.42.21.01.001)
  - Seamaster Aqua Terra (Reference 231.10.39.21.03.001)
- Spectre – 2015
  - Seamaster 300 "SPECTRE" Limitierte Edition (Referenz 233.32.41.21.01.001)
  - Seamaster Aqua Terra (Reference 231.10.42.21.03.004)
- Keine Zeit Zu Sterben – 2021
  - Seamaster Professional Diver 300M (Referenz 210.90.42.20.01.001)
  - Seamaster Aqua Terra (Reference 231.10.42.21.03.004)